# وسم الرابط القانوني
عنصر الرابط القانوني أو الرابط الأساسي (canonical link) هو وسم (الأتشمل) يساعد مسؤولي المواقع على منع قضايا المحتوى المكرر من خلال تحديد إصدار قانوني أو مفضل من صفحة الويب. كنوع من تحسين محركات البحث (SEO). وهو موصوف برقم (RFC 6596) لدى قوة مهمات هندسة الإنترنت حيث تم تفعيلها في أبريل 2012.

## الغرض
المشكلة الكبرى لمحركات البحث هي تحديد المصدر الاصلي للمستندات المتوفرة في عدة روابط على الإنترنت. تكرار المحتوى قد يحدث بطرق عديدة. وأهم اسباب التكرار هي:
- التكرار بسبب متغيرات GET.
- التكرار بعدة روابط بسبب نظام إدارة المحتوى.
- التكرار بسبب امكانية الوصول عبر عدة بروتوكولات/خوادم.
- التكرار بسبب النسخ القابلة للطباعة على المواقع.

المكونات المتكررة تحدث عندما يكون نفس المحتوى قابلا للوصول عبر عدة روابط. على سبيل المثال (http://www.example.com/page.html) قد يعتبر من قبل محركات البحث صفحة أخرى تماما إذا ما كان الوصول اليه عبر الرابط (http://www.example.com/page.html?parameter=1) ممكنا، رغم ان الرابطين يوجهان لنفس المحتوى. مثال آخر على الحالة ذاتها هو استخدام ذات المحتوى المجدول، ولكن بتصنيف مختلف.
كما يمكن ان يحل الرابط القانوني مشاكل الروابط مع الـ www والروابط دون الـ www.
في فبراير 2009 اعلنت ياهو، كوكل، وميكروسوفت دعم الروابط القانونية، التي من الممكن ان تضاف في وسم ترويسة (head) للسماح بمسؤولي الصفحات بمنع هذه القضايا. يسمح الرابط لمحركات البحث بالتوجه للصفحة المشار اليها على انها الصفحة الاصلية.

## كيف تتعامل محركات البحث مع rel=canonical
تحاول محركات البحث ان تستخدم تعريفات الروابط القانونية كمصفاة إخراج لنتائج بحثها. إذا كان هناك أكثر من رابط لنفس المحتوى (محتوى متكرر) ضمن النتيجة، فيرجح ان تدمج الروابط التي لها وسمات روابط قانونية.
بالنسبة لـجوجل فالروابط القانونية تعتبر إشارة لخوارزمية تصنيف النتائج.

## التكوين
الرابط القانوني من الممكن ان يستخدم في وسم (head) أو ان يرسل مع بداية HTTP (HTTP Header) للمستند. وللملفات غير الـ HTML يستخدم الـ (HTTP Header) كبديل للرابط القانوني.
الرابط (rel=canonical) يجب ان يكون ضمن مقطع الـ Head من المستند.

## امثلة

### xHTML
```
<
html
>

<
head
>

<
link
 
rel
=
"canonical"
 
href
=
"http://example.com/"
 
/>

</
head
>

<
body
>

...

```

```
<
link
 
rel
=
"canonical"
 
href
=
"http://example.com/index.php"
 
/>

```

### HTTP
```
HTTP
/
1.1
 
200
 
OK

Content-Type
:
 
application/pdf

Link
:
 
<http://example.com/page.html>; rel="canonical"

Content-Length
:
 
4223

...

```